# Ritzlihorn
Ritzlihorn (alternativt: Ritzlihoren) är ett berg på gränsen mellan kommunerna Guttannen och Innertkirchen i kantonen Bern i Schweiz. Det är beläget i Bernalperna, cirka 70 kilometer sydost om huvudstaden Bern. Berget ligger norr om Bächlistock. Toppen på Ritzlihorn är 3 277 meter över havet.